# (666) Desdémone
Pour les articles homonymes, voir Desdémone.
Ne doit pas être confondu avec Desdémone (lune).
(666) Desdémone est un astéroïde de la ceinture principale découvert le 23 juillet 1908 par l'astronome allemand August Kopff. Sa désignation provisoire était 1908 DM.
L’astéroïde est nommé d’après le personnage Desdémone du drame Othello de William Shakespeare.